# Sciara habilis
Sciara habilis är en tvåvingeart som beskrevs av Oskar Augustus Johannsen 1912. Sciara habilis ingår i släktet Sciara och familjen sorgmyggor. Inga underarter finns listade i Catalogue of Life.